# Novela pastoril

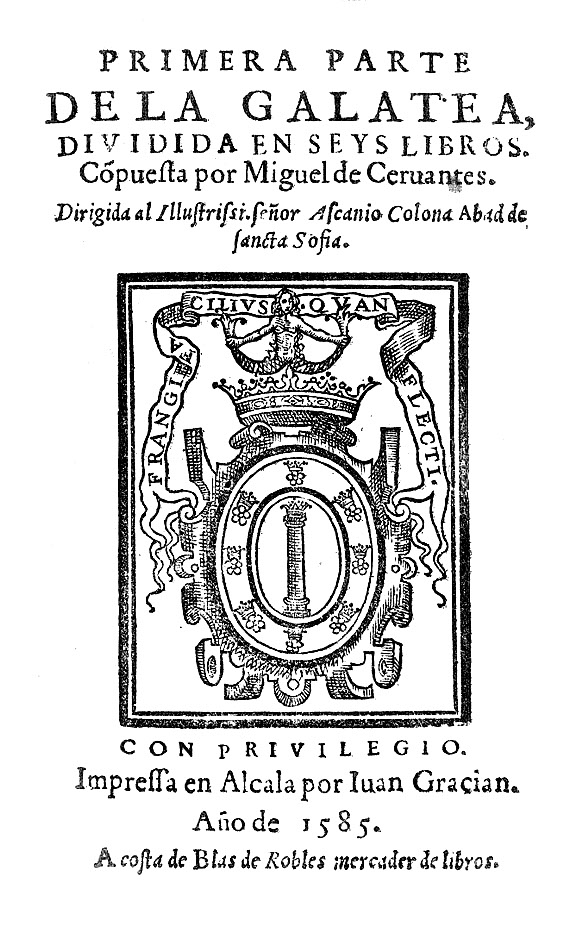
Primera página de la primera edición de La Galatea de Miguel de Cervantes Saavedra. Publicada en 1585, en la imprenta de Juan Gracián, en Alcalá de Henares.

La novela pastoril  es un subgénero narrativo épico que se configuró históricamente en el Renacimiento a partir de la 
aparición de la Arcadia del italiano Jacopo Sannazaro en Italia.

## Origen y evolución del género
Existía ya una amplia tradición anterior que viene de la literatura pastoril, centrada en torno al subgénero lírico de la égloga o poema; en la mayoría de las veces consistía en un diálogo en que diversos pastores idealizados se cuentan sus amores, afortunados o no. La égloga o idilio pastoril nació con el poeta griego Teócrito, quien fue seguido en este género por el también griego Mosco y el poeta romano Virgilio, quien innovó al hacer de sus pastores trasunto de personajes reales de su entorno: Mecenas, el emperador Augusto, etcétera. Posteriormente, en la Edad Media, Giovanni Boccaccio compuso algunas prosas narrativas de tema pastoril y eglógico, como el Ninfale d'Ameto y el Ninfale Fiesolano. Pero sería Jacopo Sannazaro quien, en su Arcadia (1504, traducida al castellano en 1549), configure definitivamente el género como un argumento narrativo entreverado de composiciones o canciones en verso de tema amoroso entonadas por los pastores.
Más que dentro de la novela, Edward C. Riley enclava este tipo de narraciones dentro del género del "romance", algunas de cuyas características son:
- 1) El romance suele ser una historia de amor.
- 2) Queda más próximo al mito que la novela.
- 3) Los personajes son simplificaciones psicológicas.
- 4) El tiempo y lugar no se determinan demasiado por criterios empíricos.
- 5) La descripción de detalles externos a menudo es abundante, rica y sensual, y el estilo verbal suele ser algo elevado.
- 6) El romance suele ser muy a la moda de su época, compuesta según la sensibilidad del siglo.[1]

Estos rasgos, más lo señalado por Francisco López Estrada (combinación de prosa y verso que desarrolla una intriga pastoril, donde el amor es tema esencial, sin olvidar la presencia de otros aspectos como son el mundo cortesano, toques humanísticos, presentados desde la propia experiencia o desde la invención imaginada), son los que configuran el género.

La novela pastoril refleja la visión idealista y poco realista del Renacimiento, su espíritu estilizado y su platonismo. La temática es siempre amorosa, ofrece una visión estática de la naturaleza y una visión de paz. La narración es morosa y lenta y la acción, que es sin embargo embrollada, se desenvuelve con premiosidad, ya que lo que importa fundamentalmente es el análisis de los sentimientos y pasiones de los personajes y la descripción del paisaje natural. Por otra parte, son frecuentes las interrupciones con digresiones de todo género o incluso con otras historias ajenas a la acción principal, aparte de los constantes versos intercalados.

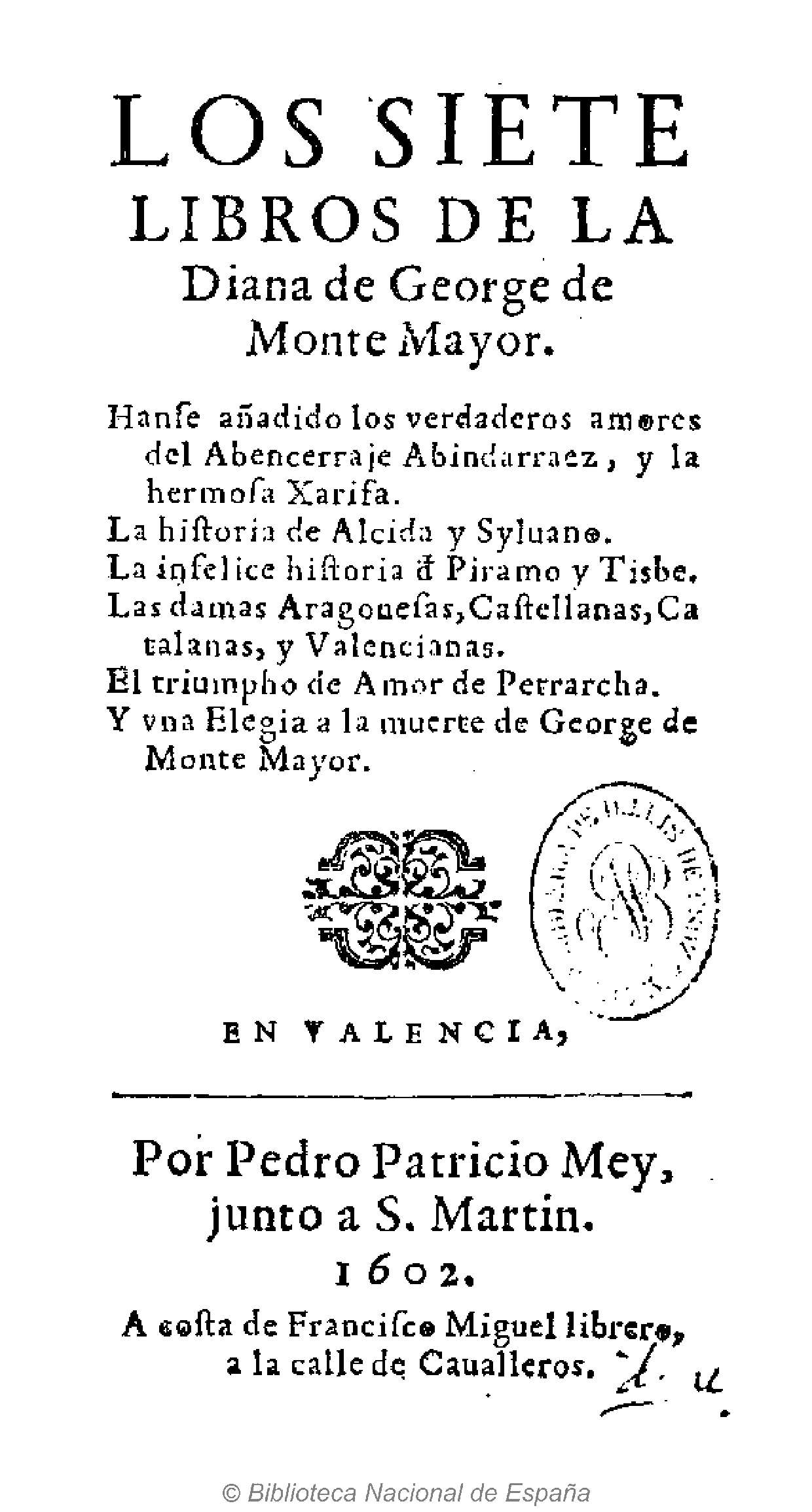
Edición de 1602 de Los siete libros de la Diana, de Jorge de Montemayor.

Hay elementos típicos del género bucólico en las églogas de Garcilaso de la Vega, que había asistido a la Academia Pontaniana de Nápoles y conocía por ello muy bien la obra de su miembro Actius Sincerus, (Jacopo Sannazaro). Así se muestra en los diálogos de Salicio y Nemoroso. También hay elementos pastoriles en los capítulos finales del Amadís de Grecia (1530), de Feliciano de Silva, donde se relata cómo el príncipe Florisel de Niquea se hizo pastor y adoptó el nombre de Laterel Silvestre por amor de la pastora Silvia. Pero el género pasó a España ya configurado de la mano de los siete libros de la italianizante Diana (1559), del portugués que escribía en castellano Jorge de Montemayor. La obra alcanzó un enorme éxito y se tradujo y fue imitada en toda Europa (por ejemplo, La Astrea, de Honoré d'Urfé, en Francia y, también en este mismo país, pero ya en el siglo XVIII, la Estela, de Jean-Pierre Claris de Florian, etcétera). El género se nacionalizó después con la Segunda parte de la Diana, de A
lonso Pérez, y la Diana enamorada (1564), de Gaspar Gil Polo, que son continuaciones de la obra de Montemayor, la segunda de ellas ambientada en el paisaje valenciano. En la obra de Gil Polo, además, se ensaya la introducción de nuevos metros. A estas cabe agregar un contrafactum a lo divino, la Clara Diana (1580), de Bartolomé Ponce.
El género tuvo gran cantidad de seguidores y en español han quedado unos veinticinco títulos. Destacan especialmente Los diez libros de Fortuna de Amor, de Antonio de Lofraso (1573), El pastor de Fílida (1582), de Luis Gálvez de Montalvo, La Galatea (1585), de Miguel de Cervantes, Desengaño de celos (1586), de Bartolomé López de Enciso, Ninfas y pastores de Henares (1587), de Bernardo González de Bobadilla, El Pastor de Iberia, de Bernardo de la Vega (1591), La Arcadia (1598), de Félix Lope de Vega, La constante Amarilis (1607), de Cristóbal Suárez de Figueroa (como homenaje a María de Córdoba), y el Siglo de Oro en las selvas de Erifile (1608), de Bernardo de Balbuena, que supone un retorno a la tradición italianizante del género en castellano. Hubo incluso versiones "a lo divino", como Los pastores de Belén (1612), de Lope de Vega. Luego de esto el género decayó de a poco hasta desaparecer, aunque dejaría influencias en estilos narrativos posteriores.

## Cronología de las obras principales

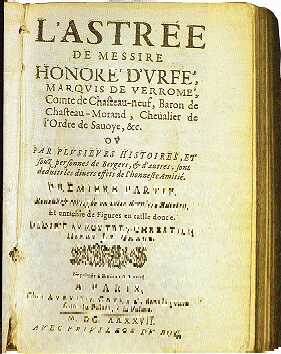
Una edición de la más importante novela pastoril de la literatura francesa, L’Astrée, de Honoré d'Urfé, del.

- Eclogae piscatoriae, de Jacopo Sannazaro (en latín)
- Arcadia (1504), de Jacopo Sannazaro
- Menina e Moça o Saudades, de Bernardim Ribeiro (1482-1536), editado por vez primera a título póstumo en 1554, en Ferrara, Italia.
- Los siete libros de la Diana (1559), de Jorge de Montemayor
- Diana enamorada (1564), de Gaspar Gil Polo
- Los diez libros de Fortuna de Amor (1573), de Antonio de Lofraso.
- Aminta (1573), de Torquato Tasso
- El pastor de Fílida (1582), de Luis Gálvez de Montalvo
- La Galatea (1585), de Miguel de Cervantes
- Il pastor fido (1590), de Giovanni Battista Guarini (teatro)
- The Arcadia (1590), de Sir Philip Sidney
- La Arcadia (1598), de Lope de Vega
- La constante Amarilis (1607), de Cristóbal Suárez de Figueroa
- L'Astrée (1607), de Honoré d'Urfé
- Siglo de Oro en las selvas de Erífile (1608), de Bernardo de Balbuena.
- Sylvanire (1625), de Honoré d'Urfé (teatro)
- Le Berger extravagant (1627), de Charles Sorel